# Domo
Domo, Inc.は、 アメリカ合衆国、ユタ州アメリカンフォークを拠点とする、米国のコンピューターソフトウェアの企業であり、ビジネスインテリジェンス・ツールとデータ可視化を専門とする。

## 歴史
Domo, Inc. は、1996年にウェブ解析ソフトウェアの会社、Omnitureを共同設立し、2006年に株式を上場させたジャシュ ジェイムズによって2010年に設立された。 上場させた3年後の2009年、ジェイムズはOmniture をAdobe Systems Inc.に18億ドルで売却。Adobe退社後の2010年10月、ジェイムズはShacho, Inc. を立ち上げた。2ヶ月後、Shachoは最初の仕事の一つとして、製品のデータ可視化の構造を活性化させるため、リンドンに拠点を置くCorda Technologies を買収。当時、Cordaは年間売上高一千万ドルの企業に成長していた。ジェイムズは、社名をShachoから日本語で「有難う（Thanks）」を意味するDomo （どうも）に変更した。
Domoの資本は、合計4.5億ドルに達した。 Benchmark Capital、Andreessen Horowitz、Ron Conway とSV Angelの David Lee of SV Angel、Hummer Winblad、 セールスフォース・ドットコム（現・セールスフォース）の Marc Benioff、そしてSorenson Capitalの Fraser Bullock が、最初の4.3億を出資した。 2011年末、過去にジャシュ ジェイムズが創設したOmniture に出資した、シリコンバレーに拠点を置くInstitutional Venture Partners から二千万ドルが出資された。  2013年、同社は、GGV Capital、 Greylock、Bezos Expeditions、およびWorkdayの共同CEO、Aneel Bhusri と Dave Duffieldからの6千万ドルの投資を発表。 2014年2月、Domo は更に、TPG Growth、 T. Rowe Price、Fidelity Investments、 salesforce.com、Morgan Stanley Investment Management、Viking Global Investors、およびDragoneer Investments Groupから1.25億ドルのシリーズC資金の調達を発表した。
元からの出資者であるGGV Capital、Greylock Partners、IVP、そしてMercato Partnersも出資した。 2015年4月、Domo, Incは、20億ドルの価値評価によるシリーズD資金で、別に2億ドルを調達。そのラウンドはBlackrockがリードした。Glynn Capital Management、Capital Group、そして元からの出資者であるGGVも出資した。

## 概説
Domo, Incは、CEO、および役員へのサービスとして提供するビジネス管理プラットフォームであるビジネスインテリジェンス（BI）の形態である。同社のサービスは、あらゆるIT部門の関与なしにビジネスデータに直接、簡単に単純化された、リアルタイムアクセスを提供するようにデザインされている。 これは、サービスとしてのソフトウェア/software-as-a-service (SaaS) ベンチャーである。 同社の取締役にはMatt Cohler と Mark Gorenbergが含まれている。

## 受賞・選定関連
2011年、フォーブズ は、米国の最も有望な企業の上位100位のリストで、Domoを73位にランク付けした。 同社は、2012年のUV50トップ10で、注目すべきトップ新興企業No.1に挙げられた。 AlwaysOnは、2013年にDomoをオン・デマンド企業トップ100にランク付けした。 In 2014年には、Domo, Incの創立者であるジャシュ ジェイムズがBusiness Intelligence Groupより、Entrepreneur Awardを受賞している。 2015年に、Domo, Incは、World Economic Forumによって、テクノロジーパイオニアとして挙げられた。
2014年と2015年に、Domo, Inc.は、ユタ州における「Best Places to Work 」を受賞している。

## 顧客
Domoの顧客は次を含む: エア・カナダ、American Kiosk Management、eBay、Foxスポーツ、Goodwill、H & R Block、Lendio、ナショナルジオグラフィック、[which?] 日産、Ogio、Randall-Reilly、SAB Miller、Sage, トイザらス、および ゼロックス、その他多数。